# Marie-Françoise Limon-Bonnet
Pour les articles homonymes, voir Bonnet et Limon.
Marie-Françoise Limon-Bonnet, née le 5 octobre 1967 à Strasbourg, est une archiviste et historienne française. Elle est directrice des Archives nationales de France  depuis le 1er mai 2025.

## Biographie
Marie-Françoise Limon-Bonnet est née en 1967 à Strasbourg,.

### Formation
Marie-Françoise Limon-Bonnet est diplômée de l’École nationale des chartes en 1991 après avoir soutenu une thèse sur Les notaires au Châtelet de Paris sous le règne de Louis XIV. Étude institutionnelle et sociale. Elle est ensuite diplômée de l'Institut national du patrimoine en 1992, (alors nommé École nationale du Patrimoine) comme conservateur dans la spécialité Archives, promotion « Georges Bataille ».

### Parcours professionnel
Elle commence sa carrière aux Archives nationales au sein de la Section des archives privées (1992-1995), avant d'être adjointe au directeur des études (1995-1998) puis directrice adjointe des études à l'Institut national du patrimoine (1998-1999). Elle est directrice des Archives départementales de la Somme de 2000 à 2002, avant de rejoindre la Direction des archives de France, comme cheffe du bureau des politiques de collecte (2002-2007). Elle exerce ensuite plusieurs responsabilités aux Archives nationales comme responsable du département du Minutier central des notaires de 2007 à 2023, puis directrice des fonds. Elle est nommée directrice des Archives nationales par Rachida Dati depuis le 1er mai 2025,,,, succédant à  Bruno Ricard devenu directeur du Service Interministériel des Archives de France
Ayant approfondi[Comment ?] son parcours universitaire en histoire du droit à l’université Paris II-Assas, Marie-Françoise Limon-Bonnet est une spécialiste des enjeux juridiques liés aux archives. Rapporteur auprès de la Commission d'accès aux documents administratifs de 2008 à 2014, elle a aussi animé un séminaire annuel de droit des archives et d'initiation à l'archivistique dans le cadre du Master 2 de droit du patrimoine culturel de la Faculté Jean-Monnet, université Paris-Saclay, de 2003 à 2022,. Elle est responsable pédagogique du diplôme universitaire « Histoire des familles et généalogie » de l’École des chartes depuis 2023. Elle compte travailler sur le développement de l'archivage électronique à ce poste.
En 2012, elle organise l'exposition Des minutes qui font l'histoire à l'hotel de Soubise sur l'histoire des documents notariés.
Marie-Françoise Limon-Bonnet a été présidente de la Société de l'École des chartes de 2018 à 2025,.
Elle est experte des enjeux juridiques en relation avec les archives.

## Publications
- Des minutes qui font l'histoire. Cinq siècles d'archives notariales à Paris, Evergreen, 2012 (ISBN 2757205544)
- 22 minutes d'histoire. Actes des notaires de Paris, XVIe-XXe siècle, Evergreen, 2012 (ISBN 978-2757205501), p. 256
- Avec Geneviève Étienne, Les archives notariales. Manuel pratique et juridique, Evergreen, 1998, 295 p. (ISBN 978-2110094285)
- « In Memoriam », La Gazette des archives, vol. 247, no 3,‎ 2017, p. 21–23 (lire en ligne, consulté le 8 mai 2025).